# Tangerine Dream
Tangerine Dream je německá hudební skupina založená v roce 1967 Edgarem Froesem. Skupina hraje elektronickou hudbu a za svou existenci prošla mnoha personálními změnami, jediným stálým členem byl Edgar Froese.
Bubeník a skladatel Klaus Schulze byl krátce členem první sestavy, ale nejstabilnější sestavou 70. let, kdy byla skupina na vrcholu, bylo klávesové trio Edgar Froese, Christopher Franke a Peter Baumann. Začátkem 80. let nahradil Baumanna Johannes Schmoelling a též tato sestava byla stabilní a vysoce produktivní.